# Esmeriz
Esmeriz is een plaats (freguesia) in de Portugese gemeente Vila Nova de Famalicão en telt 1905 inwoners (2001).